# Warren Frost
Pour les articles homonymes, voir Frost.
Warren Frost, né le 5 juin 1925 à Newburyport (Massachusetts) et mort le 17 février 2017 à Middlebury  (Vermont), est un acteur américain.
Il est notamment connu pour son rôle du médecin-légiste Will Hayward dans la série télévisée Twin Peaks.

## Biographie
Frost est né en 1925 à Newburyport, dans le Massachusetts, et a grandi dans le Bronx avant de déménager à Essex Junction, dans le Vermont, où il a vécu jusqu'à la fin du lycée.
À 17 ans, il s'enrôle dans la United States Navy, la marine de guerre des États-Unis, lors de la Seconde Guerre mondiale avant de servir sur le navire de guerre USS Borum (DE-790) lors du débarquement de Normandie.
La guerre finie, à 21 ans, grâce à la loi G.I. Bill, il accède au Middlebury College où il découvre notamment son intérêt pour le jeu d'acteur de théâtre. Il y rencontre également Virginia Calhoun qui partage avec lui sa passion. Ils se marient en 1949 et resteront ensemble jusqu'à sa mort.
Ils ont trois enfants : Mark Frost, qui n'est d'autre que le co-créateur de la série télévisée Twin Peaks, Lindsay, devenue actrice, et Scott, un écrivain qui a notamment écrit The Autobiography of F.B.I. Special Agent Dale Cooper: My Life, My Tapes, une autobiographie du personnage principal de Twin Peaks. Warren Frost est aussi le grand-père du lanceur Lucas Giolito.
Warren Frost a endossé plusieurs activités : acteur de cinéma, en collaborant avec des cinéastes tels que John Frankenheimer, Sidney Lumet ou bien George Roy Hill, de télévision, dans Perry Mason, Twin Peaks donc mais aussi Seinfeld, où il incarne Mr. Ross, ou Matlock, ou bien metteur en scène de théâtre.
Alors qu'il est gravement malade, il reprend son rôle de médecin-légiste dans la saison 3 de Twin Peaks et apparaît dans l'épisode 7.
Frost décède à l'âge de 91 ans dans sa maison à Middlebury, dans le Vermont, des suites d'une longue maladie.